# Terras do Sado (VR)
Pour les articles homonymes, voir Terras.

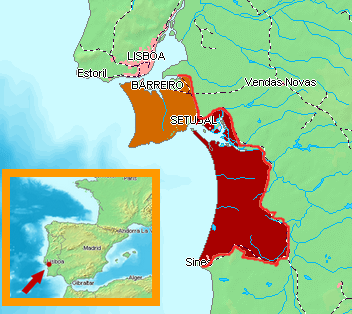
Carte des Terras do Sado

Les Terras do Sado sont des vins portugais de la péninsule de Setúbal. Ils font partie des vinhos regionais (VR).  

## Géographie
Avec le Muscat de Setúbal au nord-ouest et l'Océan Atlantique à l'ouest, ce terroir viticole est presque entièrement entouré par celui de l'Alentejo.  

## Encépagement
Les vins rouges produits doivent contenir un mélange de cépages d'au moins 50 % de Cabernet Sauvignon, Merlot, Moscatel roxo, Castelão, Tinta amarela, Touriga nacional et Tinta roriz. Les 50 % restants peuvent inclure Alfrocheiro preto, Alicante Bouschet, Bastardo, Carignan, Grand noir, Monvedro, Moreto et Tinta miuda. Les vins blancs doivent contenir au moins 50 % d'Arinto, Chardonnay, Fernão Pires, Malvasia fina, Muscat d'Alexandrie et Roupeiro. Les 50 % restants peuvent inclure Antao Vaz, Esgana cao, Sauvignon blanc, Rabo de Ovelha, Trincadeira das Pratas et Ugni blanc.